# Brachionus rotundiformis
Espèce
Brachionus rotundiformis est une espèce de rotifères de la famille des Brachionidae qui présente un intérêt particulier en raison de son utilisation en aquaculture.

## Description
Brachionus rotundiformis est très proche de Brachionus plicatilis, dont elle se distingue par des critères morphologiques et génotypiques. La différenciation morphologique peut se faire à l'aide d'un microscope optique. La taille moyenne de B. rotundiformis est plus petite que celle B. plicatilis, et sa cuticule souple (ou  lorica) présente des épines pointues, alors qu'elles sont moins nettes chez B. plicatilis. 

## Intérêt pratique
Brachionus rotundiformis peut être produit en masse dans les écloseries marines,. L'animal supporte une large gamme de salinité de l'eau, et se reproduit rapidement par parthénogénèse en alternance avec une reproduction sexuée qui produit des cystes, très précieux pour la conservation des souches,. Il est particulièrement adapté aux eaux chaudes (28-35 °C). Il peut être nourri avec des cultures d'algues unicellulaires (Chlorella, par exemple), ou de la levure de boulanger. Distribué vivant, il est utilisé pour l'alimentation des premiers stades larvaires de nombreuses espèces marines d'intérêt aquacole ou aquariophile, qui peuvent difficilement ingérer B. plicatilis dès l'ouverture de la bouche. Il sert également d'animal-test en écotoxicologie,.

## Systématique
Le nom valide complet (avec auteur) de ce taxon est Brachionus rotundiformis Tschugunoff (d), 1921.
Bien que décrite pour la première fois en 1921, l'espèce n'est reconnue par la communauté scientifique que depuis 1995. 